# Ibas
Ibas (tidigare Instrumentbyrået AS) är ett norskt företag bildat 1978 med verksamhet i Europa inom områdena dataräddning, dataradering och computer forensics. Det svenska kontoret ligger i Uppsala. Ibas är ett helägt dotterbolag till amerikanska Kroll Ontrack, som förvärvade företaget 2006. På det nordiska huvudkontoret i Kongsvinger i Norge utförs 3 000 dataräddningar varje år. Globalt utför Kroll Ontrack 50 000 räddningar årligen.

## Exempel
2004 återskapade Ibas raderade SMS i Knutbydramat.
2004 drabbades electronicabandet Röyksopp av en hårddiskkrasch i arbetet med sitt andra album, The Understanding. Ibas återskapade 95 procent av informationen på den kraschade hårddisken.
Fraktfartyget Rocknes gick på grund söder om Bergen 2004. Ibas fick uppdraget att återskapa informationen i navigationssystemet på fartyget. Den återskapade datan blev en del av den oberoende utredningen av olyckan.
2012 knäckte Ibas Peter Mangs mobiltelefon och säkrade digitala bevis för Malmöpolisens räkning.
2013 Ibas räddade det svenska längdskidlandslagets 10-åriga träningshistorik efter en datorkrasch.